# Fisiculturismo nos Jogos Pan-Americanos de 2019
As competições de fisiculturismo nos Jogos Pan-Americanos de 2019 em Lima, Peru, foram realizadas no Coliseu Mariscal Cáceres em Villa María del Triunfo, no dia 10 de agosto. Foram disputadas duas categorias de peso: Fisiculturismo clássico no masculino e fitness no feminino. Em novembro de 2016, a Panam Sports adicionou o esporte ao programa esportivo dos Jogos Pan-americanos, o que significa que o esporte pode fazer sua estreia em 2019.

## Classificação
Um total de 32 fisiculturistas se qualificaram (16 por gênero). Cada nação pode inscrever um atleta por gênero, sendo o Peru com vaga automática por ser o pais sede. A qualificação foi realizada no Campeonato Pan-Americano de 2018, realizado em Antigua Guatemala em novembro.

## Países participantes
Um total de 19 países qualificaram atletas. O número de atletas de cada país está entre parênteses, ao lado do nome do país.
- ARG Argentina (1)
- BIZ Belize (1)
- BOL Bolívia (2)
- BRA Brasil (2)
- CHI Chile (2)
- COL Colômbia (2)
- CRC Costa Rica (1)
- ESA El Salvador (2)
- ECU Equador (2)
- GUA Guatemala (2)
- HON Honduras (2)
- JAM Jamaica (1)
- MEX México (2)
- NCA Nicarágua (2)
- PAR Paraguai (1)
- PER Peru (2)
- DOM República Dominicana (1)
- URU Uruguai (2)
- VEN Venezuela (2)

## Calendário
| Julho / Agosto | 24 | 25 | 26 | 27 | 28 | 29 | 30 | 31 | 1 | 2 | 3 | 4 | 5 | 6 | 7 | 8 | 9 | 10 | 11 |
| -------------- | -- | -- | -- | -- | -- | -- | -- | -- | - | - | - | - | - | - | - | - | - | -- | -- |
| Fisiculturismo |    |    |    |    |    |    |    |    |   |   |   |   |   |   |   |   |   | 2  |    |

|  | Dia de competição |  | Dia de final |

## Medalhistas
| Evento                                     | Ouro                              | Ouro | Prata                       | Prata | Bronze                          | Bronze |
| ------------------------------------------ | --------------------------------- | ---- | --------------------------- | ----- | ------------------------------- | ------ |
| Fisiculturismo clássico masculino detalhes | William Rodríguez ESA El Salvador | 36   | Carlos Giraldo COL Colômbia | 38    | Jonathan Martínez GUA Guatemala | 40     |
| Fitness feminino detalhes                  | Paulina Zamora ESA El Salvador    | 21   | Xyomara Valdivia MEX México | 36    | Macarena Figueroa CHI Chile     | 41     |

## Quadro de medalhas
| Ordem | País            | Medalha de ouro | Medalha de prata | Medalha de bronze |   |
| ----- | --------------- | --------------- | ---------------- | ----------------- | - |
| 1     | ESA El Salvador | 2               |                  |                   | 2 |
| 2     | COL Colômbia    |                 | 1                |                   | 1 |
|       | MEX México      |                 | 1                |                   | 1 |
| 4     | CHI Chile       |                 |                  | 1                 | 1 |
|       | GUA Guatemala   |                 |                  | 1                 | 1 |
| TOTAL | TOTAL           | 2               | 2                | 2                 | 6 |